# Neplaćeni ubojica
Ionescova drama Neplaćeni ubojica (Tueur sans gages) objavljena je 1957. godine i u njoj se prvi put pojavljuje Berenger, lik koji će se i kasnije pojavljivati u njegovim komadima. Berenger se ovdje nalazi u gradu u kojem na prvi pogled sve izgleda savršeno, no problem je u tome što tajnoviti Ubojica postupno ubija ljude uvijek na isti način, a nitko se od građana tome ne pokušava oduprijeti - svi to shvaćaju kao okolnost koja se jednostavno mora događati. Jedini koji to ne uspijeva prihvatiti jest Berenger koji, nakon što uočava da nema drugog izbora, sam nastoji urazumiti Ubojicu. To pokušava jedinim svojim oružjem - razgovorom. No nakon vrlo dugog monologa u kojem Ubojici objašnjava sve što je u njegovim činima loše, i sam se Berenger rezignirano predaje moći Ubojice, uviđa svoju nemoć i zapravo dolazi do stanja ludila. Kako reče Ionesco, "Berenger nalazi u sebi, i to protiv vlastite volje i samoga sebe, oružje koje služi ubojici.".